# América FC (PE)
Der América Futebol Clube, in der Regel nur kurz América oder América-PE genannt, ist ein Fußballverein aus Recife im brasilianischen Bundesstaat Pernambuco.

## Erfolge
- Staatsmeisterschaft von Pernambuco: 1918, 1919, 1921, 1922, 1927, 1944

## Stadion
Der Verein trägt seine Heimspiele im Estádio Ademir Cunha in Paulista aus. Das Stadion hat ein Fassungsvermögen von 12.000 Personen.

## Trainerchronik
Stand: August 2019
| Trainer           | Nation    | von            | bis             |
| ----------------- | --------- | -------------- | --------------- |
| Cleibson Ferreira | Brasilien | 1. Juli 2014   | 30. Juni 2016   |
| Levi Gomes        | Brasilien | 15. April 2019 | 14. August 2019 |